# Post Office Railway

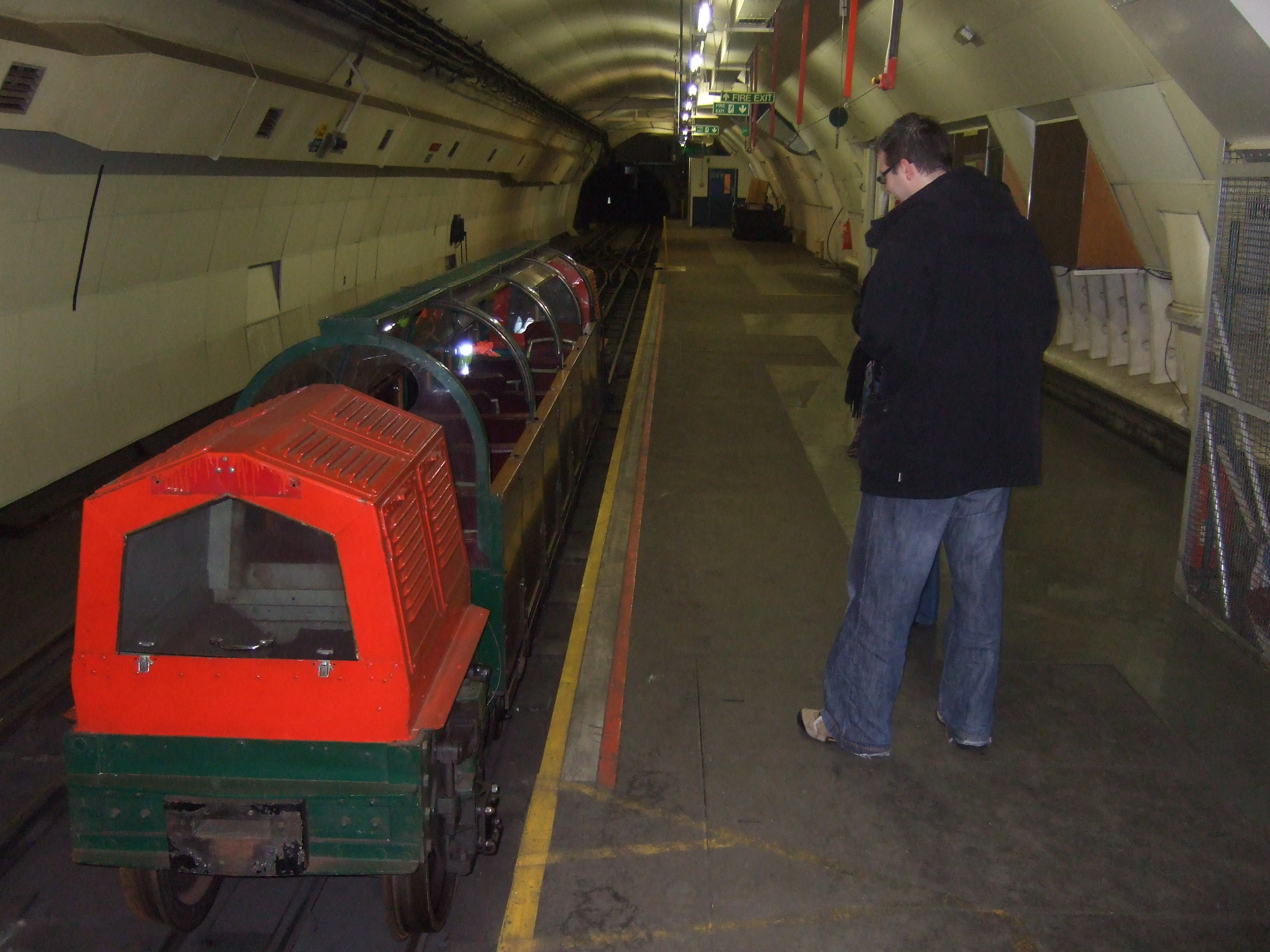
Wagony londyńskiej kolei pocztowej

Post Office Railway (pol. Kolej pocztowa) znana również jako Mail Rail – podziemna kolej wąskotorowa w Londynie wybudowana przez Post Office z udziałem Underground Electric Railways Company of London w celu szybkiego transpostu przesyłek do sortowni pocztowych. Kolej była używana od 5 grudnia 1927 do 31 maja 2003. Składy jeździły bez maszynistów. Budowa kolei zainspirowana była przez Chicago Tunnel Company.

## Położenie
Trasa kolei o długości 10,5 km (6,5 mili) biegła w linii wschód-zachód od głównej sortowni w Paddington (Paddington Head District Sorting Office) w zachodnim Londynie do sortowni w Whitechapel (Eastern Head District Sorting Office) we wschodniej części miasta. Kolej posiadała osiem stacji, z których największa znajdowała się pod Mount Pleasant. W 2003 roku jedynie trzy stacje pozostawały w użytku, ponieważ sortownie na powierzchni zostały przeniesione w inne miejsca.

## Historia
Pomysł budowy podziemnej kolei pocztowej łączącej najważniejsze sortownie pomiędzy Whitechapel i Paddington narodził się w 1911 roku. Duże natężenie ruchu ulicznego powodowało opóźnienia w transporcie przesyłek pocztowych. Kontrakt na budowę tuneli wygrała firma John Mowlem and Company. Budowa tunelu rozpoczęła się w lutym 1915 wykopaniem serii szybów wzdłuż projektowanej trasy. Większość tunelu została wydrążona z wykorzystaniem systemu tarczy Greathead, jedynie połączenia tunelu ze stacjami wykonywano ręcznie.
Kolej składa się z pojedynczego tunelu o średnicy 9 stóp (ok. 2,75 m) z dwoma torami. Przed stacjami tunel rozdziela się na dwa jednotorowe tunele o średnicy 7 stóp (ok. 2,15 m), które łączą się z dwoma równolegle położonymi tunelami o średnicy 25 stóp (ok. 7,60 m) położonymi wzdłuż peronu stacji. Główny tunel znajduje się 70 stóp (ok. 21 m) pod ziemią. Pod Oxford Circus tunel biegnie w pobliżu tunelu linii Bakerloo londyńskiego metra. Perony wybudowano na mniejszej głębokości.
W 1917 roku budowa kolei została zawieszona ze względu na brak siły roboczej i materiałów. W czerwcu 1924 roku rozpoczęto kładzenie torów. W lutym 1927 roku udostępniono do testowania odcinek kolei. W grudniu 1927 linia została otwarta do przewozu paczek. W 1965 otwarto stację Rathborne Place.
W 2003 roku linię zamknięto z powodu wysokich kosztów eksploatacji. Niektóre pociągi zachowano w Launceston Steam Railway.

## Tabor
Kolej pocztowa w swojej historii używała kilka różnych taborów – wszystkie zasilano elektrycznie.